# Бекбота
Бекбота (каз. Бекбота, до 2017 г. — Жамбыл) — село в Келесском районе Туркестанской области Казахстана. Административный центр Жамбылского сельского округа. Код КАТО — 515453100.

## Население
В 1999 году население села составляло 852 человека (439 мужчин и 413 женщин). По данным переписи 2009 года, в селе проживало 995 человек (490 мужчин и 505 женщин).